# ベルギー人の一覧
ベルギー人の一覧（ベルギーじんのいちらん）は、ベルギー人のリストである。

## 芸術関係

### 画家
- ジェームズ・アンソール：オーステンデ
- ロヒール・ファン・デル・ウェイデン：トゥールネ
- フーベルト・ファン・エイク
- ヤン・ファン・エイク
- バルトロメウス・スプランヘル：アントウェルペン
- アンソニー・ヴァン・ダイク：アントウェルペン
- ピエール＝ジョゼフ・ルドゥーテ
- ポール・デルヴォー：リエージュ
- フランス・ハルス：アントウェルペン
- ジャン＝ミシェル・フォロン（フランス語版、英語版）：ユックル
- ルネ・マグリット：レシーヌ
- ピーテル・パウル・ルーベンス：アントウェルペン

### 映画監督・俳優
- オードリー・ヘプバーン
- ジャン＝クロード・ヴァン・ダム
- ジャン＝ピエール
- シャンタル・アケルマン
- ナターシャ・レニエ
- リュック・ダルデンヌ

### 音楽家
- アンドレ＝エルネスト＝モデスト・グレトリ：作曲家
- アンドレ・クリュイタンス：指揮者
- アンリ・ヴュータン：作曲家・ヴァイオリニスト
- アンジェル：歌手
- ウジェーヌ・イザイ：作曲家・ヴァイオリニスト
- ギヨーム・ルクー：作曲家
- サンドラ・キム：歌手
- ジャン・アプシル：作曲家・オルガニスト
- ジャック・ブレル：シャンソン歌手
- ジョゼ・ヴァン・ダム：バス・バリトン歌手
- ジョゼフ＝エクトル・フィオッコ：作曲家
- セザール・フランク：作曲家・オルガニスト
- ダン・ラックスマン：作曲家・レコーディング・エンジニア、「テレックス」のリーダー
- フランソワ＝ジョゼフ・ゴセック：作曲家・指揮者
- フランソワ＝ジョゼフ・フェティス：音楽学者
- ベルト・アッペルモント：作曲家
- マリー・ドレヌ：歌手（ザップ・ママ）
- マルク・ムーラン：作曲家・テレックスのメンバー
- ヤン・ヴァン・デル・ロースト：作曲家

### 建築家
- アンリ・ヴァン・デ・ヴェルデ：アントウェルペン

### ファッションデザイナー
- アン・ドゥムルメステール: アントウェルペン (アントウェルペンの6人)
- ウォルター・ヴァン・ベイレンドンク: アントウェルペン (アントウェルペンの6人)
- ジャン・ポール・ノット
- ダーク・ビッケンバーグ: アントウェルペン (アントウェルペンの6人)
- ダーク・ヴァン・セーヌ : アントウェルペン (アントウェルペンの6人)
- ダイアン・フォン・ファステンバーグ
- ドリス・ヴァン・ノッテン： アントウェルペン (アントウェルペンの6人)
- マリナ・イー: アントウェルペン (アントウェルペンの6人)
- マルタン・マルジェラ:アントウェルペン

## スポーツ

### 自転車
- アルベリック・スホット
- アンドレイ・チミル（出身は旧ソビエト連邦）
- エディ・メルクス
- エリック・デフラミンク
- エルウィン・フェルヴェッケン
- オディル・ドフレイエ
- クロード・クリケリオン
- ジョルジュ・ロンセ
- シルヴェール・マース
- ジェフ・シェーレン
- スヴェン・ネイス
- トム・ボーネン
- パトリック・セルキュ
- フィリップ・ティス
- フィルマン・ランボー
- フスターフ・デロール
- フィリップ・ジルベール
- フェルディナント・ブラック
- フレット・デブリュイヌ
- フレディ・マルテンス
- ペーター・ファンペテヘム
- マルセル・キント
- モリス・デワーレ
- ヨハン・ミュセーウ
- リック・ファンステーンベルヘン
- リック・ファン・ローイ
- ルシアン・ファンインプ
- レオン・シウール
- ロジェ・デフラミンク
- ロマン・マース
- ローラン・リボトン

### サッカー
- アドナン・ヤヌザイ
- エデン・アザール
- エミール・ムペンザ
- シモン・ミニョレ
- ジャン＝マリー・パフ
- ダニエル・ファン・ブイテン
- ティボ・クルトゥワ
- トーマス・フェルメーレン
- ヴァンサン・コンパニ
- エンツォ・シーフォ
- マルク・ヴィルモッツ
- ミシェル・プロドオム
- ヤン・クーレマンス
- ヤン・フェルトンゲン
- ロメル・ルカク
- ロレンツォ・スターレンス
- トビー・アルデルヴェイレルト
- ケヴィン・デ・ブライネ
- マルアン・フェライニ
- ドリース・メルテンス
- アクセル・ヴィツェル
- ナセル・シャドリ
- トーマス・ムニエ
- ムサ・デンベレ

### 卓球
- ジャン＝ミッシェル・セイブ

### フィギュアスケート
- ケビン・ヴァン・デル・ペレン

### テニス
- キム・クライシュテルス
- ジュスティーヌ・エナン

### F1
- ポール・フレール
- エリック・ヴァン・デ・ポール
- ジェローム・ダンブロシオ
- ジャッキー・イクス
- ティエリー・ブーツェン
- ルシアン・ビアンキ（出身はイタリア）
- ストフェル・バンドーン
- マックス・フェルスタッペン

### ラリー
- フランソワ・デュバル
- ブルーノ・ティリー
- フレディ・ロイクス

### プロレス
- カール・ゴッチ

### 競馬
- クリストフ・スミヨン

### 陸上競技
- カレル・リスモン
- ケビン・ボルレー
- モハメッド・ムーリト
- ジョナサン・ボルレー
- ヴァンサン・ルソー

### バスケットボール
- ブキッチョ・カリッド ベルギーリーグで6回の優勝を経験。2021年来日。ゴール下でのフックシュートが得意。

## 作家

### 小説家
- アメリー・ノートン
- ジャン・レー
- J・H・ロニー兄
- ジョルジュ・シムノン
- スタニスラス＝アンドレ・ステーマン
- ヒューバート・ランポ

### 漫画家
- エルジェ (タンタンの冒険)
- ペヨ - ピエール・クリフォール (スマーフ)

## 科学者
- イリヤ・プリゴジン　化学者、物理学者（ロシア出身）
- エルネスト・ソルベー　化学者・実業家・慈善家
- ジュール・ボルデ　1919年にノーベル医学賞受賞 細菌学者・医学者
- フランソワ・アングレール　2013年にノーベル物理学賞受賞 理論物理学者

## 歴史家
- アンリ・ピレンヌ - 同国の代表的な歴史家として知られる

## 政治家
- レオン・ドグレル（英語版） - レックス党（英語版）党首、ナチス武装親衛隊SS中佐、柏葉騎士鉄十字章受章者
- イヴ・ルテルム - フランデレン党所属。元首相
- ファン・ロンパイ（ヘルマン・ファン・ロンパウ） - フラマン系キリスト教民主党所属。初代欧州理事会議長

## その他
- ザクセン＝コーブルク＝ゴータ家 - 君主の家系の一つ
- サデラー家（英語版） - 芸術家の家系の一つ。16世紀から17世紀にかけて繁栄した
- アドルフ・サックス - サクソフォンの発案者
- アントワーヌ・ドゥ・ヴィンク - 陶芸家、彫刻家、画家
- ジャック・ロゲ - 元国際オリンピック委員会会長
- ダミアン神父（ヨセフ・デ・ブーステル） - ハンセン病患者に生涯をささげた司祭
- レイ・グーセンス - アニメーション監督
- フランク・ディビュナー - 欧州宇宙機関(ESA)の宇宙飛行士－米国およびロシア以外の宇宙飛行士で、初のISSコマンダーを第21次長期滞在にて務める

## フィクションの人物
- エルキュール・ポアロ - アガサ・クリスティが生んだ名探偵
- タンタン - エルジェが生んだ少年探偵・ジャーナリスト
- ネルロ（ネロ）、アロア他 - フランダースの犬の登場人物